# サハラ (1983年の映画)
『サハラ』（原題：Sahara）は、1983年制作のイギリス・アメリカ合衆国合作の映画。
タイトル通り、サハラ砂漠で行なわれる国際ラリーに出場するヒロインを描いているが、ロケはイスラエルで行われた。
1982年、当時のイギリス首相マーガレット・サッチャーの長男マーク・サッチャーがパリ・ダカールラリーに出場中に一時行方不明となった事件（その後無事発見された）をモチーフにしている。
ブルック・シールズは第5回ゴールデンラズベリー賞に最低女優賞と最低助演男優賞（ヘアーエクステンションを付けて男装した姿で）の2部門にノミネートされ、最低助演男優賞を受賞、ゴールデンラズベリー賞で最低助演男優賞を受賞した初めてかつ唯一の女優となった。

## あらすじ
1927年、デトロイト。父を亡くしたばかりの少女デイルは、亡父の遺志を受け継ぎ、サハラ砂漠で行なわれる国際ラリーに出場する事を決意する。
ラリーは女人禁制のため、デイルは髪を帽子の中にたくし込み、付け髭を付け、男装して参加する。デイルのチームは砂漠の最短コースを進むが、そこはシャンブラ族とハマンチャ族の抗争が起きている危険地帯であり、デイルはシャンブラ族の族長ラズールに捕まってしまう。何とか逃げ延びたデイルだったが、途中で倒れてしまう。
彼女を救ったのは、ラズールの甥で一族の長・ジャファールだった。2人の恋に、ラリーの行方、シャンブラ族とハマンチャ族の抗争が絡み合い、波乱の展開が繰り広げられる。

## キャスト
| 役名                 | 俳優                     | 日本語吹替   | 日本語吹替 |
| 役名                 | 俳優                     | テレビ朝日版 |            |
| -------------------- | ------------------------ | ------------ | ---------- |
| デイル               | ブルック・シールズ       | 島本須美     |            |
| ジャファール         | ランベール・ウィルソン   | 原康義       |            |
| フォン・グレッシング | ホルスト・ブッフホルツ   | 羽佐間道夫   |            |
| ラズール             | ジョン・リス＝デイヴィス | 石田太郎     |            |
| ベグ                 | ロナルド・レイシー       |              |            |
| ストリング           | クリフ・ポッツ           | 小川真司     |            |
| アンディ             | ペリー・ラング           | 大塚芳忠     |            |
| ケンブリッジ         | ジョン・ミルズ           | 田村錦人     |            |
| ゴードン             | スティーヴ・フォレスト   |              |            |

・テレビ朝日版：初回放送1988年6月19日『日曜洋画劇場』